# Танцююча леді
«Танцююча леді» (англ. Dancing Lady) — американський комедійний мюзикл режисера Роберта З. Леонарда 1933 року. Перший фільм з участю Фреда Астера.

## Сюжет
1933 рік. Економічна криза вразила США, і на сцені стриптиз-вар'єте з'явилася професійна балерина і танцівниця Джані. Одного разу під час шоу поліція заарештувала учасниць вистави за непристойну поведінку на публіці і забрала всіх в поліцію.
На щастя героїні в театральному залі виявився молодий і дуже багатий Тод Ньютон, якому сподобалася Джані, і він заплатив за неї штраф у поліцейській дільниці. Так почалося їхнє знайомство.
Вирішивши завоювати прихильність дівчини, Тод бере активну участь у влаштуванні її кар'єри. Престижний бродвейський продюсер і антрепренер Патч Галлахер ставить чергове грандіозне шоу, але, на жаль, він відчуває грошово-кредитні труднощі і до того ж давно шукає солістку. Тод домагається, незважаючи на опір Патча, прослуховування для Джані у режисера шоу.
Високопрофесійний степ справляє незабутнє враження на всіх, і дівчина прийнята в трупу. Виснажливі репетиції йдуть одна за одною, і з кожною з них Джані все краще відточує грані свого таланту, і все більше подобається генеральному продюсеру Патчу.

## У ролях
- Джоан Кроуфорд — Джені Барлоу
- Кларк Гейбл — Патч Галлахер
- Фред Астер — Фред Астер
- Франшо Тоун — Тод Ньютон
- Мей Робсон — Доллі Тодхантер
- Вінні Лайзер — Розетта ЛаРу
- Роберт Бенчлі — Ворд Кінг
- Тед Гілі — Стів
- Артур Джарретт — Артур Джарретт
- Грант Мітчел — Джаспер Бредлі старший
- Майнард Голмс — Джаспер Бредлі молодший
- Стерлінг Голловей — Пінкі, автор шоу